# Oswaldo Negri

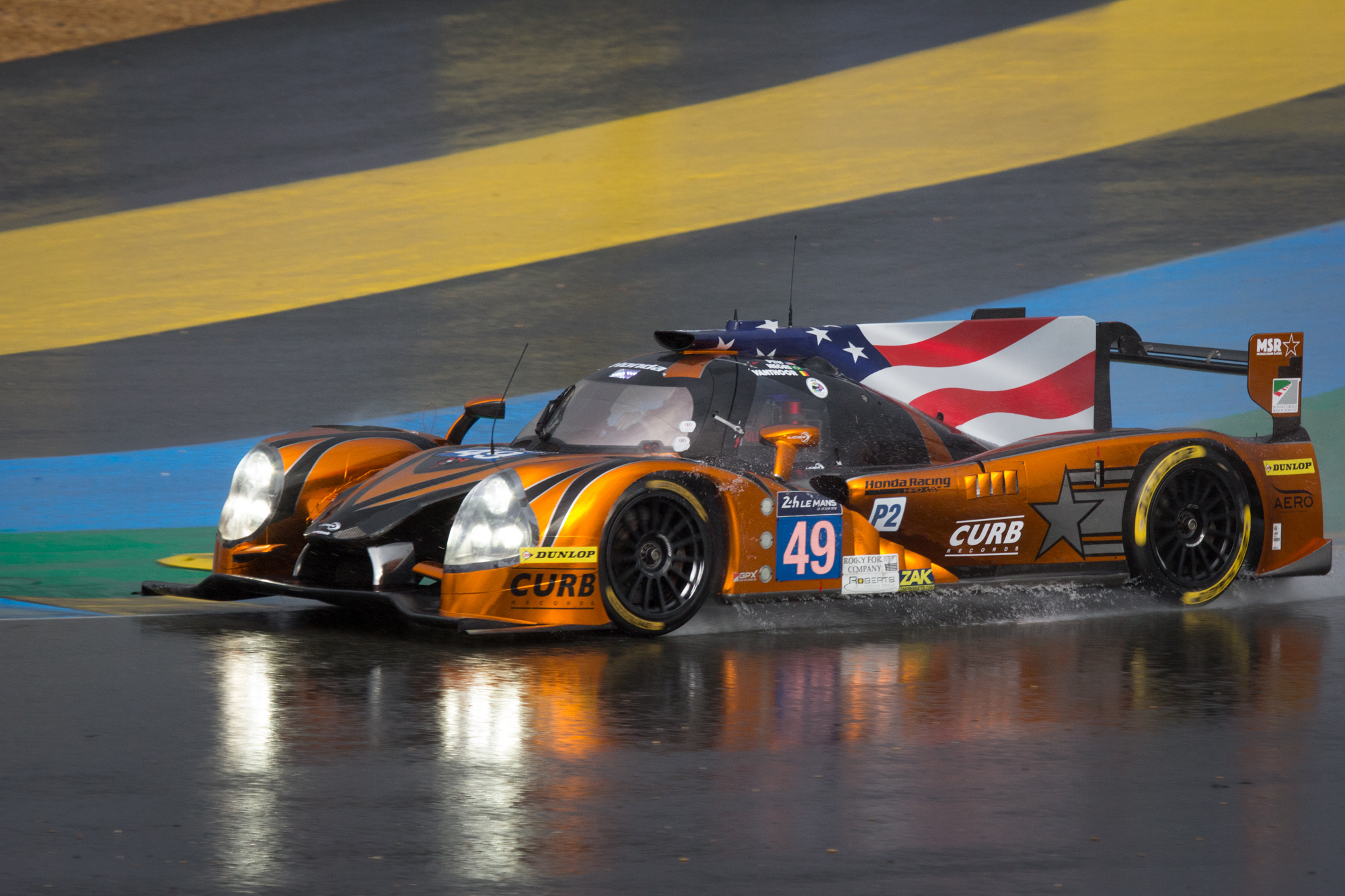
Der Ligier JS P2, mit dem Oswaldo Negri beim 24-Stunden-Rennen von Le Mans 2016 am Start war

Oswaldo „Ozz“ Negri (* 29. Mai 1964 in São Paulo) ist ein brasilianischer Autorennfahrer. 

## Karriere als Rennfahrer
Oswaldo Negri begann seine Fahrerkarriere in den späten 1980er-Jahren in der Formel 3 und startete in Rennserien dieser Rennformel in Brasilien und Europa. Er gewann die brasilianische Formel-3-Meisterschaft 1990, wurde 1992 hinter Gil de Ferran, Philippe Adams sowie Kelvin Burt Vierter in der britischen Meisterschaft und beendete die mexikanische Meisterschaft 1994 als Vierter. Seine letzten Monopostojahre verbrachte er in der Indy-Lights-Serie, ehe er 2002 in den GT- und Sportwagensport wechselte.
2002 gab er sein Debüt in der American Le Mans- und der Grand-Am Sports Car Series. Bis Ablauf der Rennsaison 2020 gelangen ihm fünf Rennsiege und 25 Podiumsplatzierungen. Sein wichtigster Einzelerfolg war der Gesamtsieg beim 24-Stunden-Rennen von Daytona 2012, als Partner von John Pew, A. J. Allmendinger und Justin Wilson im Riley Mk.XXVI von Michael Shank Racing. Nach dem Ende der American Le Mans Series wechselte er in die IMSA WeatherTech SportsCar Championship und startete außerdem in der FIA-Langstrecken-Weltmeisterschaft sowie der Asian Le Mans Series. Zweimal startete er beim 24-Stunden-Rennen von Le Mans, wo der 14. Rang im Gesamtklassement 2016 seine bisher beste Platzierung bei diesem 24-Stunden-Rennen war. 

## Statistik

### Le-Mans-Ergebnisse
| Jahr | Team                 | Fahrzeug            | Teamkollege  | Teamkollege          | Platzierung | Ausfallgrund |
| ---- | -------------------- | ------------------- | ------------ | -------------------- | ----------- | ------------ |
| 2016 | Michael Shank Racing | Ligier JS P2        | John Pew     | Laurens Vanthoor     | Rang 14     |              |
| 2020 | Luzich Racing        | Ferrari 488 GTE Evo | Côme Ledogar | Francesco Piovanetti | Rang 32     |              |

### Sebring-Ergebnisse
| Jahr | Team                                     | Fahrzeug                | Teamkollege       | Teamkollege | Platzierung | Ausfallgrund |
| ---- | ---------------------------------------- | ----------------------- | ----------------- | ----------- | ----------- | ------------ |
| 2002 | JMB Racing                               | Ferrari 360 Modena N-GT | Andrea Garbagnati | Joe Vannini | Rang 30     |              |
| 2014 | Michael Shank Racing with Curb Agajanian | Riley Mk.XXVI           | Justin Wilson     | John Pew    | Rang 9      |              |
| 2015 | Michael Shank Racing with Curb Agajanian | Ligier JS P2            | Justin Wilson     | John Pew    | Rang 32     |              |
| 2016 | Michael Shank Racing                     | Ligier JS P2            | Olivier Pla       | John Pew    | Ausfall     | Motorschaden |
| 2017 | Michael Shank Racing with Curb Agajanian | Acura NSX GT3           | Tom Dyer          | Jeff Segal  | Rang 23     |              |